# 高大灰叶梾木
高大灰叶梾木（学名：Swida poliophylla var. praelonga）为山茱萸科梾木属下的一个变种。

## 扩展阅读
- 維基物種上的相關：高大灰叶梾木